# Syllart Records
Syllart Records est un label discographique français de musique africaine et afro-latine, basé à Paris. Il est fondé en 1978 par Ibrahima Sylla (1956-2013). Le label possède un catalogue de musique africaine en recouvrant une période depuis les années 1960. En 30 ans, les nombreuses productions Syllart ont contribué à la découverte d'artistes africains sur la scène internationale tels que Ismaël Lô, Salif Keïta, Youssou N'Dour, et Sékouba Bambino. En parallèle de ses productions, le label acquiert et reconstitue des catalogues historiques de musiques africaines produites entre les années 1960 et 1980.
En 2014, le label Syllart Records est dirigé par la fille d'Ibrahima Sylla, Binetou Sylla.

## Histoire

### Débuts
L’aventure Syllart démarre à l’initiative d’un jeune producteur sénégalais Ibrahima Sylla passionné de musiques cubaines qui s’installe à Paris en 1974 en tant que jeune étudiant. Sa passion pour la musique prend rapidement le dessus sur ses études de droit à Tolbiac et en 1978, Ibrahima Sylla ouvre Kubaney Music, un petit magasin de disque, à rue de Rocroy, lieu de rencontres de la jeune diaspora africaine qui devient très vite le laboratoire de ses futures productions. De retour à Dakar, en 1978, il monte son premier label sous le nom de « Jambaar » (guerriers en wolof) qui deviendra en 1981 Syllart Records, puis Syllart Productions. Il produit l’Orchestra Baobab dans lequel joue Thione Seck et l’Étoile de Dakar, où brille déjà un certain Youssou N'Dour. En 1987, le label obtient son premier succès international avec l’album Soro de Salif Keita, prototype d’un genre afro pop en gestation.
Durant les années 1980 et 1990, les productions et les découvertes s’enchainent parmi lesquels Ismaël Lô, Coumba Gawlo Seck, Baaba Maal, Alpha Blondy, Sékouba Bambino, Pépé Kallé ou Mbilia Bel[réf. nécessaire].

### Syllart Productions
Le label contribue à la diffusion d'une nouvelle musique populaire africaine à la fois en Afrique et auprès du public occidental. Historiquement basé dans le 18e arrondissement de Paris où se retrouve une communauté de musiciens africains, le label a contribué aux métissages des genres musicaux africains n'hésitant pas à donner la direction artistique de nombreux albums issus de pays mandingues à des musiciens d'Afrique centrale. Ce métissage musical se propage jusqu'aux Antilles et a touché toute l'Afrique y compris non francophone. Des genres musicaux comme le soukouss porté par des artistes emblématiques comme (Pepe Kalle et Nyboma, Kanda Bongo Man, Soukouss Stars, Tshala Muana) et de nouveaux rythmes dansants tels que le « zouk mandingue » (Fodé Baro, Sékouba Bambino, Kandia Kouyaté), l'afro-zouk ou le Kwasa kwasa du titre Moyibi ont du succès.
La série d'albums-concepts (4 au total) Sans papiers qui regroupent des duos de musiciens congolais-maliens-sénégalais-ivoiriens illustre un engagement pour la valorisation de la diaspora africaine européenne dans une période marquée par les premières revendications politiques des étrangers africains.

### Années 1990–2000
En parallèle, Syllart initie l’orchestration de nouveaux groupes qui s’imposent comme des concepts musicaux porteur d’un témoignage des métissages musicaux africains et de son patrimoine musical.
En 1993, Ibrahima Sylla renoue avec sa passion pour les musiques cubaines et la salsa new-yorkaise en créant le groupe Africando. Ce groupe panafricain et afro-latin est composé dans sa première formation d'un trio vocal 100 % Sénégalais : Medoune Diallo (de l’Orchestra Baobab), Nicolas Menheim (ex-Super Étoile de Dakar, le groupe de Youssou N'Dour), Pape Seck (ex-Star Band de Dakar, qui signe la moitié des compositions) plus tard il s'est enrichi du portoricain Ronnie Baro, du béninois Gnonnas Pedro, du guinéen Sékouba Bambino et du burkinabé Amadou Balaké. Africando fut le premier groupe africain à s’imposer dans les charts américains en 1994 avec le titre « Yaye Boy ».
Dans les années 2000, le label monte le groupe congolais Kékélé composé de Nyboma, Syran Mbenza, Papa Noel, Bumba Massa, Wuta Mayi qui se veut un retour à l’acoustique des musiques de rumba congolaises, le premier album sortira en 2002. En 2003, l'album Mandekalou réunit les musiciens et chanteurs de cultures mandingues du Mali et de la Guinée (Kassé Mady Diabaté, Kandia Kouyaté, Bako Dagnon, Djelimady Tounkara, Sékouba Bambino et Kerfala Kanté). Cet « opéra mandingue » est une volonté de transmission du patrimoine et de l'épopée de l'Empire du Mali.

### Décès d'Ibrahima
La disparition du producteur et fondateur du label Ibrahima Sylla suscite de nombreuses réactions en hommage. Quelques mois avant la disparition du fondateur du label en décembre 2013, Syllart Production laisse la place à Syllart Records et à la dernière production est celle du groupe qui sort en novembre 2013. le label est légué à la fille du fondateur, Binetou Sylla.
Le festival Sylla Forever, en hommage à Sylla Ibrahima, est prévu pour fin 2023 à Bamako, mais annulé par la suite.